# Kufoba
Kufoba è un comune dell'Azerbaigian situato nel distretto di Qusar. Conta una popolazione di 413 abitanti.